# Згаслі вулкани
Згаслі вулкани — вулкани, виверження яких спостерігалося лише у геологічному минулому.

## Загальний опис
З плином часу вулкан припиняє свою діяльність, і його руйнують дощові води, вітер, крига і сніг, який накопичується на високих горах.
Нерідко на його місці нічого не залишається, крім рівнини, і тільки за зім'ятими складками землі і наявності вивержених кам'яних порід вчені роблять висновок, що тут існували колись гори і діючі вулкани.
Звичайно, за цими залишкам дуже важко буває дізнатися подробиці про існуючий вулкан, але вони дають нам інші, більш цінні відомості.
Справа в тому, що коли від вулкана майже не залишається видимих слідів, це означає, що руйнування його доходить до тих глибоких частин земної кори, які перебували колись під вулканом; тут, коли вулкан діяв, утворювалися руди різних металів.
Таким чином, при обстеженні областей, де колись були вулкани, майже завжди знаходять цінні руди.
Найчастіше вони розташовані тут прямо на поверхні землі, або на таких глибинах, звідки їх легко дістати.
Деякі заснулі вулкани починають діяти знову. Так, вулкан Бандай-Сан (Японія), що мовчав близько 1000 років, нещодавно вибухнув потужним виверженням.
Загаслі вулкани під дією сил вивітрювання з часом змінюють свій вигляд. Деякі давні вулкани стають захованими під шарами осадових порід. Такі вулкани знайдено й у різних геологічних структурах України — Карпатах, Криму, Дніпровсько-Донецькій западині та ін. Вони свідчать про колишню вулканічну діяльність на території нашої держави.

## A
- Ааг
- Айнелькан
- Алнгей
- Алней
- Алтар (вулкан)
- Анаун
- Анкаратра
- Арарат
- Араят (вулкан)
- Арик (вулкан)
- Артені (вулкан)

## Б
- Баканові
- Бакенінг
- Балаган-Тас
- Балуан
- Баранівський вулкан (Красноярський край)
- Біленька (вулкан)
- Блекбьорн (вулкан)
- Бонгабті
- Бонгапчі
- Босаві
- Будулі
- Бунанья

## В
- Ведмежий (вулкан на Камчатці)
- Велика Китепана
- Велика Удина
- Великий (вулкан)
- Великий Арарат
- Великий Паялпан (вулкан)
- Великий Чекчебонай
- Вєєр (вулкан)
- Вітровий
- Вододільний (вулкан)
- Вулкан Атласова
- Вулкан Геодезистів
- Вулкан Келля
- Вулкан Кропоткіна
- Вулкан Перетолчина
- Вулкан Толмачова

## Г
- Геновеса
- Гірський Інститут (вулкан)
- Гора Рудакова
- Гречишкіна (вулкан)

## Ґ
- Ґутанасар

## Д
- Даймонд-Хед
- Двір (вулкан)
- Декан (плоскогірря)
- Демавенд
- Джеферсон (вулкан)
- Дикий Хребет
- Дуббі

## Е
- Ебев-Бунанья
- Еджком
- Еквадор (вулкан)
- Ельбрус

## Ж
- Жировський

## З
- Заварицький (вулкан)
- Зарічний (вулкан)
- Західний Баранячий
- Зиміна (вулкан)

## І
- Ієтунуп
- Іктунуп
- Істаксіуатль
- Іульт
- Ічем (озеро)

## К
- Казбек
- Кайленей
- Калгауч
- Калгнітунуп
- Кам'янистий (вулкан)
- Кара-Даг (вулканічний масив)
- Кастрюля (вулкан)
- Кахтана
- Кевенейтунуп
- Кимітіна
- Кіреунський
- Ключева (гора)
- Кобалан
- Конраді (вулкан)
- Копкан
- Кохала
- Крайній (вулкан)
- Крестовський (Ближня Плоска сопка)
- Кругленький
- Кулкєв (вулкан)
- Кунхілок (вулкан)
- Купол «Білий»
- Купол Бібліди
- Куюл (вулкан)

## Л
- Ламутський
- Лаучан
- Лаучачан
- Лелякіна
- Леутонгей (вулкан)
- Ліпарі

## М
- Магобі
- Май-я-Мото
- Мала Іпелька
- Мала Китепана
- Мала Удина
- Малий Алней
- Малий Арарат
- Малий Чекчебонай
- Мармолехо (вулкан)
- Марумукутру
- Маунт-Каргіл
- Мильна
- Міжсопочний
- Монте-Пісис
- Мутний
- Мьорфі (вулкан)

## Н
- Начикінський вулкан
- Ніколка
- Новограбленова (вулкан)
- Носичан
- Нубаликіч
- Нюлкандя

## О
- Овальний (вулкан)
- Озерний (вулкан)
- Окінське плато
- Окремий
- Оксамитова сопка
- Оленячий (вулкан)
- Олька (вулкан на Камчатці)
- Острів Анциферова
- Острів Броутона
- Оччамо

## П
- Патуха
- Паужетка (вулкан)
- Паулет (остров)
- Паялпан
- Переваловий
- Пирожнікова (вулкан)
- Пінакуло
- Піратковський
- Пітон-де-Неж
- Плеяди (група вулканів)
- Пограничний (вулкан)
- Половинний (вулкан)
- Попа (гора)
- Продольний
- Пуа-Катікі
- Пюї-де-Дом (вулкан)

## Р
- Рам (озеро)
- Рано-Као
- Рано-Рараку
- Росошина (вулкан)

## С
- Сабалан
- Сапалері
- Сахама
- Сегула (вулкан)
- Сергєєва (вулкан)
- Середній (вулкан)
- Середня сопка
- Сехенд
- Слюніна (вулкан)
- Сніжний (вулкан)
- Солонцовський (палеовулкан)
- Спокійний (вулкан)
- Столбовий (вулкан)
- Сурібаті
- Східний Баранячий
- Сюпхан

## Т
- Татамайлау
- Твітунуп
- Теклетунуп
- Теревака
- Тигільський
- Тинуа
- Тільмиг
- Тобельцен
- Туджух
- Тумрок (вулкан)
- Тунупілянум
- Тупунгато

## У
- Удокан (вулкан)
- Узон
- Ука (вулкан)
- Ульваней
- Унана
- Уратман

## Ф
- Флореана

## Х
- Хайлюля (вулкан)
- Хаконе (вулкан)
- Халасан
- Харчинський
- Хасандаг
- Хердубрейд
- Ходутка

## Ц
- Центральний (вулкан)
- Цителіхаті

## Ч
- Чавича (вулкан на Камчатці)
- Чашаконджа
- Черпук Північний
- Чилало
- Чимборасо
- Чингейнгейн
- Чинейнейн

## Ш
- Шлен (вулкан)